# Han solo (zoologia)
Han solo Turvey, 2005 è una specie estinta di trilobite agnostidae, vissuta nel medio Ordoviciano nell'odierno sud della Cina, all'interno della Formazione. È l'unica specie del genere Han e deve il suo nome al famoso personaggio di Guerre stellari Ian Solo (in originale appunto Han Solo).